# Bihar
Bihar er en delstat i det nordøstlige Indien. Hovedstaden er Patna. Bihar grænser mod Nepal (nord), og de indiske delstater Uttar Pradesh (vest), Jharkhand (syd) og Vestbengalen (øst). Jharkhand blev udskilt fra Bihar i 2000. Bihar har 82.878.796 indbyggere (2001) på 99.200 km².
Bihar ligger på floden Ganges' frugtbare sletter i den østlige del af det hindi-talende kerneområde i Indien. Bihar har mange lokale sprog, foruden hindi blandt andre Bhojpuri, maithili og magahi. Bhojpuri, maithili og magahi kaldes samlet for bihari.
Området er arnested for religionerne buddhisme og jainisme.

## Historie
I Bihar ligger den historiske Magadha-provins, centrum for Maurya-dynastiet.
Buddha menes at have fået sin "fuldstændige oplysning" i byen Bodh Gaya som derfor er centrum for buddhistisk pilgrimsfærd. Grundlæggeren af religionen jainisme fødtes også i Bihar.
Mahatma Gandhi startede sin kampagne for civil ulydighed i Bihar efter at have besøgt jordbrugere som fortalte om undertrykkelse fra briternes side.

## Befolkning
Bihar har Indiens tredjehøjeste befolkningstal med omkring 83 millioner (i 2001). Indbyggerne er generelt meget fattige, og mange er udvandret til andre indiske delstater, især Vestbengalen og Assam.

## Geografi
Bihar består foruden af gangessletten også af bjergområder og højsletter. Der findes en del stammefolk i Bihar, blandt andre santal, munda og oraon.

## Økonomi
De vigtigste afgrøder i landbruget er ris og hvede. Man har også en stor produktion af frugt, og Bihar er Indiens næststørste producent af grønsager.
I det Britiske Indien lå Bihar langt fremme med hensyn til industri, men man har siden mistet terræn i forhold til andre indiske delstater. Der findes dog en del tung industri, eksempelvis stålværker.
Der findes jernmalm, stenkul og andre mineraler.